# Myrmica rhynchophora
Myrmica rhynchophora is een mierensoort uit de onderfamilie van de Myrmicinae. De wetenschappelijke naam van de soort is voor het eerst geldig gepubliceerd in 1850 door Foerster.